# Skupina galaxií M 81
Skupina galaxií M81 je skupina galaxií v Souhvězdí Velké medvědice a Žirafy, která zahrnuje velmi známé galaxie Messier 81 a Messier 82 a několik dalších galaxií s velkou plošnou jasností. Přibližný střed skupiny je od Země vzdálen 3,6 Mpc, což ji činí jednou z nejbližších skupin k Místní skupině galaxií. Skupina galaxií M81 tvoří spolu s dalšími blízkými skupinami Místní nadkupu galaxií (Nadkupu galaxií v Panně).

## Členové skupiny M81
Následující tabulka ukazuje jednotlivé členy skupiny M81, jak je zařadil I. D. Karachentsev.
| Název              | Typ      | R.A. (J2000)  | Dec. (J2000) | Rudý posuv (km/s) | Magnituda |
| ------------------ | -------- | ------------- | ------------ | ----------------- | --------- |
| Arp's Loop         | Ir       | 09h 57m 32.6s | +69°17′00″   | 99                | 16,1      |
| DDO 78             | Im       | 10h 26m 27.4s | +67°39′16″   | 55 ± 10           | 15,8      |
| F8D1               | dE       | 09h 44m 47.1s | +67°26′19″   |                   | 13,9      |
| FM1                | dSph     | 09h 45m 10.0s | +68°45′54″   |                   | 17,5      |
| HIJASS J1021+6842  |          | 10h 21m 00.0s | +68°42′00″   | 46                | 20        |
| HS 117             | I        | 10h 21m 25.2s | +71°06′51″   | -37               | 16,5      |
| Holmberg I         | IAB(s)m  | 09h 40m 32.3s | +71°10′56″   | 139 ± 0           | 13,0      |
| Holmberg II        | Im       | 08h 19m 05.0s | +70°43′12″   | 142 ± 1           | 11,1      |
| Holmberg IX        | Im       | 09h 57m 32.0s | +69°02′45″   | 46 ± 6            | 14,3      |
| IC 2574            | SAB(s)m  | 10h 28m 23.5s | +68°24′44″   | 57 ± 2            | 13,2      |
| IKN                | dSph     | 10h 08m 05.9s | +68°23′57″   |                   | 17,0      |
| KKH 57             | dSph     | 10h 00m 16.0s | +63°11′06″   |                   | 18,5      |
| Messier 81         | SA(s)ab  | 09h 55m 33.2s | +69°03′55″   | -34 ± 4           | 7,9       |
| Messier 81 Dwarf A | I        | 08h 23m 56.0s | +71°01′45″   | 113 ± 0           | 16,5      |
| Messier 82         | I0       | 09h 55m 52s   | +69°40′47″   | 203 ± 4           | 9,3       |
| NGC 2366           | IB(s)m   | 07h 28m 54.7s | +69°12′57″   | 80 ± 1            | 11,4      |
| NGC 2403           | SAB(s)cd | 07h 36m 51.4s | +65°36′09″   | 131 ± 3           | 8,9       |
| NGC 2976           | SAc pec  | 09h 47m 15.5s | +67°54′59″   | 3 ± 5             | 10,8      |
| NGC 3077           | I0 pec   | 10h 03m 19.1s | +68°44′02″   | 14 ± 4            | 10,6      |
| NGC 4236           | SB(s)dm  | 12h 16m 42s   | +69°27′45″   | 0 ± 4             | 10,1      |
| PGC 28529          | Im       | 09h 53m 48.5s | +68°58′08″   | -40               | 17,1      |
| PGC 28731          | dE       | 09h 57m 03.1s | +68°35′31″   | -135 ± 30         | 15,6      |
| PGC 29231          | dE       | 10h 04m 41.1s | +68°15′22″   |                   | 16,7      |
| PGC 31286          | dSph     | 10h 34m 29.8s | +66°00′30″   |                   | 16,7      |
| PGC 32667          | Im       | 10h 52m 57.1s | +69°32′58″   | 116 ± 1           | 14,9      |
| UGC 4459           | Im       | 08h 34m 07.2s | +66°10′54″   | 20 ± 0            | 14,5      |
| UGC 4483           | Im       | 08h 37m 03.0s | +69°46′31″   | 156 ± 0           | 15,1      |
| UGC 5428           | Im       | 10h 05m 06.4s | +66°33′32″   | -129 ± 0          | 18        |
| UGC 5442           | Im       | 10h 07m 01.9s | +67°49′39″   | -18 ± 14          | 18        |
| UGC 5692           | 13.5     | 10h 30m 35.0s | +70°37′07.2″ | 56 ± 3            | 13,5      |
| UGC 6456           | Pec      | 11h 27m 59.9s | +78°59′39″   | -103 ± 0          | 14,5      |
| UGC 7242           | Scd      | 12h 14m 08.4s | +66°05′41″   | 68 ± 2            | 14,6      |
| UGC 8201           | Im       | 13h 06m 24.9s | +67°42′25″   | 31 ± 0            | 12,8      |
| UGCA 133           | Im       | 07h 34m 11.4s | +66°53′10″   |                   | 15,6      |

Názvy použité v tabulce se liší od názvů použitých Karachentsevem. Pro snadnější odkazování byly použity názvy z katalogů NGC, IC, UGC a PGC.

## Působení mezi členy skupiny
Messier 81, Messier 82 a NGC 3077 na sebe navzájem silně působí.
Gravitační působení strhává ze všech tří galaxií plynný vodík, který uvnitř skupiny vytváří vláknité struktury. Navíc toto působení uvrhlo část mezihvězdného plynu do galaktického středu galaxií Messier 82 a NGC 3077 a spustilo tak rychlý vznik hvězd v jádrech těchto galaxií (hvězdotvorná galaxie).

## Galerie obrázků

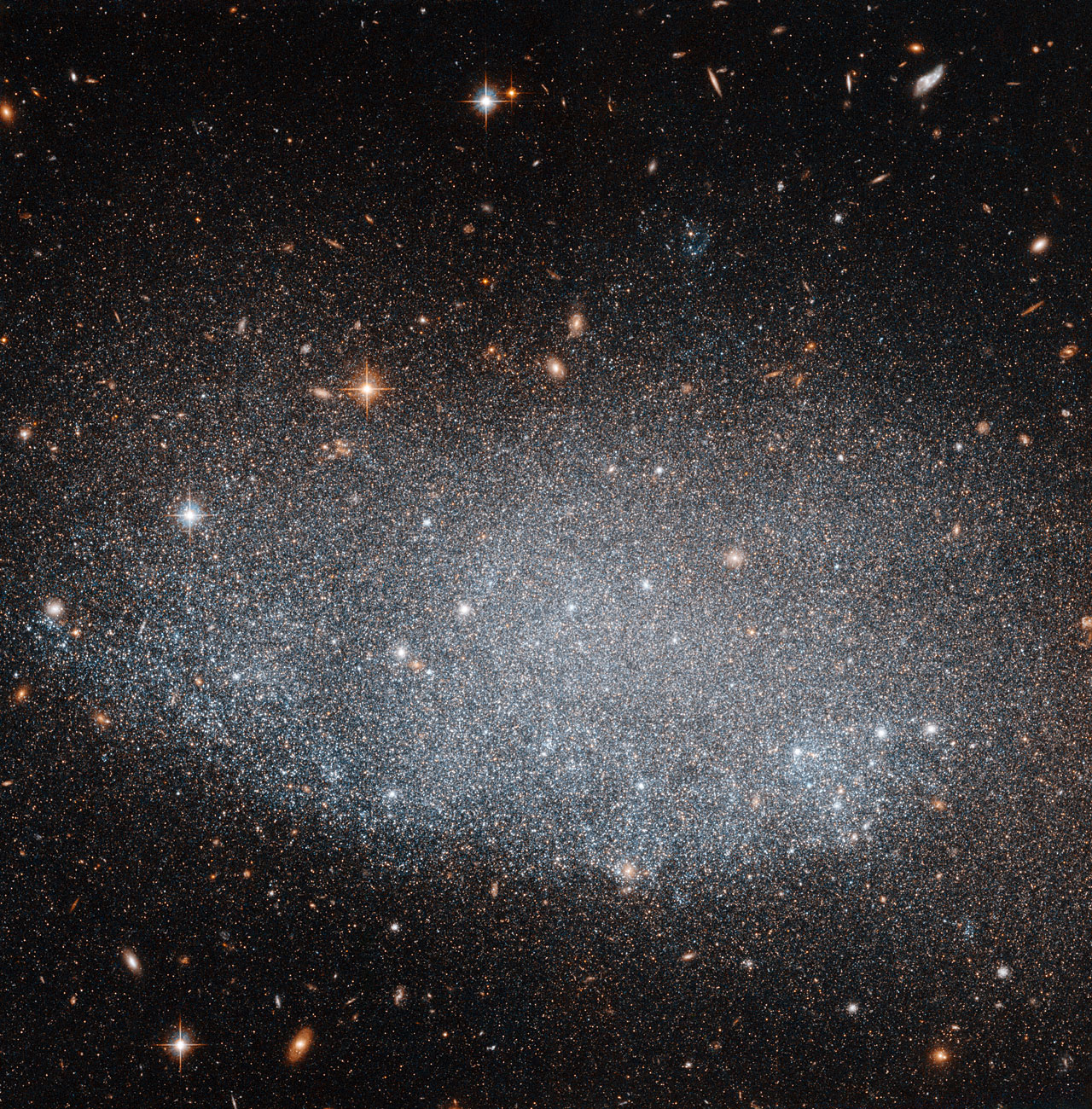
Trpasličí nepravidelná galaxie UGC 8201 je členem skupiny galaxií M81.
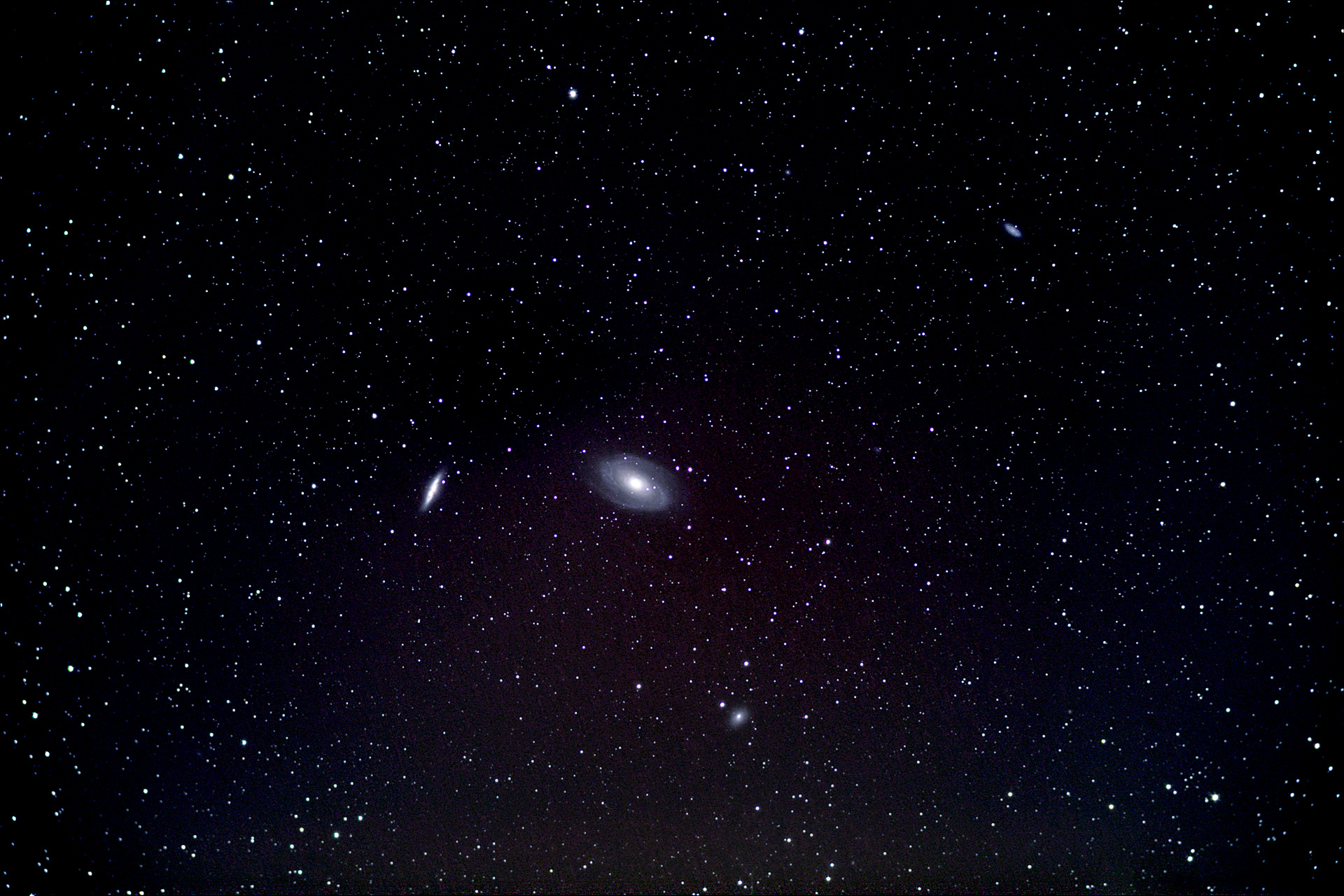
Amatérský snímek Messier 81 + 82 a NGC 3077 ze skupiny galaxií M81, složenina 33 snímků každý trval 1 minutu.